# Trực thăng nhiều cánh quạt
Trực thăng nhiều cánh quạt là một khí cụ cánh quạt với hơn hai cánh quạt. Một lợi thế của máy bay trực thăng nhiều cánh quạt là các động cơ cánh quạt đơn giản cần thiết để kiểm soát chuyến bay.

## Thương mại
Công ty Amazon có dự án sử dụng trực thăng nhiều cánh quạt, 4 hay 8 cánh quạt, vào việc giao hàng tới tận nhà cho người mua hàng.